# Cetatea Ardeu
Cetatea Ardeu (numită și „Cetățuia”) este situată pe un deal cu o altitudine de 450 m, în sudul satului Ardeu, județul Hunedoara. Cetatea dacică de la Ardeu este cel de al treilea șantier arheologic hunedorean de mare importanta din istoria antică. Cetatea dacică de la Ardeu datează din secolul I î.Hr. și avea un rol strategic, fiind amplasată pe „drumul aurului”, în apropierea vechilor exploatări auro-argentifere din Munții Apuseni. În zonă au fost descoperite urmele unei fierării dacice, ale unui atelier de bijuterii și numeroase artefacte antice, printre care o statuie a zeului Mercur și obiecte decorative din bronz.
Șantierul de la „Ardeu – Cetățuie” este finanțat de Muzeul Civilizației Dacice și Romane din Deva și organizat în colaborare cu Universitatea „1 Decembrie 1918” din Alba Iulia, prin aportul mai multor experți arheologi de la cele două instituții amintite. Debutul fortificației dacice poate fi plasat în prima parte a secolului I î.Hr., iar sfârșitul în timpul războaielor cu romanii, la începutul secolului al II-lea. Pe Dealul Judelui și pe versantul sudic, au mai fost sondate locuințe aparținând unei așezări datând din perioada provinciei Dacia. Din secolul al IV-lea numărul pieselor este mai mare, însă pentru acest orizont cronologic nu au fost identificate complexe (după distrugere, romanii au preluat „locația” fortificată, folosind-o până la retragerea lor). De asemenea au fost descoperite o serie de materiale din metal și ceramică, ce pot fi datate în secolele X-XI, precum și altele, din secolele XV-XVI. Sursele documentare medievale nu fac referire la această cetate.